# الکساندر پوتسکو
الکساندر پوتسکو (انگلیسی: Olexandr Putsko؛ زادهٔ ۴ اوت ۱۹۸۱) ورزشکار، و اسکی‌باز صحرانوردی اهل اوکراین است. وی همچنین از اسکی‌بازان اسکی صحرانوردی در بازی‌های المپیک زمستانی ۲۰۰۶و ۲۰۱۰ بوده‌است.